# Женева-Серветт (хокейний клуб)
ХК Женева-Серветт (фр. Genève-Servette Hockey Club) — хокейний клуб з міста Женева, Швейцарія. Заснований у 1905 році. Виступає у чемпіонаті Національної ліги А. Домашні ігри команда проводить на «Патінуар де Вернет» (7,202). Офіційні кольори клубу червоний та жовтий.

## Історія
1905 року, Хокейний клуб Женева був заснований в хокейній секції футбольного клубу Серветт. До початку 50-х років, домашні ігри проводились на озері, а 21 листопада 1954 провели перший матч на арені Патінуар де Вернет проти Уранія Женева спорт, які також використовували цей спортивний комплекс для своїх ігор.
У 1959 клуб з Женеви здобув перемогу в Кубку Швейцарії. За цим матчем спостерігали 11820 вболівальників, це найбільша кількість глядачів на хокейному матчі в Женеві. Через чотири роки потому у фіналі Кубка Швейцарії знову зустрілись клуб з Женеви та «Янг Спрінтерс» Невшатель, але цього разу команда з Невшателя перемогла. У 1963 році дві команди Женеви були об'єднані в ХК «Серветт-Женева». Після злиття клуб виграв Національну Лігу B і піднявся в Національну Лігу А. За час перебування в якій здобувала п'ять разів срібні нагороди чемпіонату. 1972 Серветт знову виграв Кубок Швейцарії. З 1980 року клуб опустився до нижчіх ліг, пережив кілька злетів і падінь (1984-85, 1988-89 і 1990-91).
На початку 90-х Женева-Серветт грав в 1-й Лізі, у сезоні 1995/96 вийшов до Національної ліги В. Через шість років, Серветт виграв чемпіонат НЛВ та підвищення в класі.
Після перемоги над СК «Люцерн», ХК «Женева-Серветт» у 1995 році здобули право грати в НЛВ. Завдяки зусиллям президента Марко Торріані, 1999 року було підписано контракт з Anschutz-Gruppe, яка дала новий імпульс розвитку клубові. Після перемоги в Національній лізі В над ЕХК Кур, женевський клуб повернувся до Національної ліги А після 27 років. У наступні сезони, клуб завжди досягав плей-оф. Під час локауту в НХЛ у 2005 році, швейцарський клуб отримав можливість залучити гравців з США та Канади, таких як Дерек Армстронг (Лос-Анджелес Кінгс), Джефф Сандерсон (Колумбус Блю-Джекетс) і Серж Обен з (Атланта Трешерс).
Сезон 2005/06 клуб закінчив лише одинадцятим. Через рік команда повернулася до чвертьфіналу плей-оф, а 2007/08, досягли фіналу плей-оф, де програв ЦСК Лайонс з Цюриху 2:4. Сезон 2008/09 знову пробився до чвертьфіналу плей-оф, де програв серію «Клотен Флаєрс» 0:4. У сезоні 2009/10 знову дійшли до фіналу плей-оф, але в сьомий грі в гостях проти СК Берн програли 1:4 та програли серію 3:4. Сезони 2010/11 (програш в чвертьфіналі плей-оф) та 2011/12 (зайняли 9 місце) є найгіршими за останні 4 роки.
У сезоні 2014/15 регулярний чемпіонат завершили на шостому місці, у плей-оф дійшли до півфіналу, де поступились ЦСК Лайонс 2:4.

## Домашня арена
Головний стадіон ХК Женева-Серветт з 1958 року «Патінуар де Вернет». До реконструкції вміщував 11500 глядачів, після реконструкції у 1992 році кількість глядачів зменшилась до 9000 глядачів. Після останньої реконструкції в 2009 році, зал може вмістити 7202 глядачів.

## Досягнення
- Чемпіон Швейцарії (1): 2023
- Переможець Ліги чемпіонів (1): 2024
- Володар Кубка Швейцарії (2): 1959, 1972
- Володар Кубка Шпенглера (2) 2013,[3] 2014[4]

## Відомі гравці
- Горан Безіна
- Філіпп Бозон
- Петр Вампола
- Кевен Екфей
- Джан-Марко Крамері
- Олівер Зетцінгер
- Лоран Меньє
- Річард Парк
- Ріхард Фарда
- Ширяєв Валерій Вікторович
- Джеймі Г'юард
- Бретт Гауер